# Limestone Creek (Florida)
Limestone Creek statisztikai település az USA Florida államában, Palm Beach megyében. Lakosainak száma 1316 fő (2020. április 1.).

## Népesség
A település népességének változása:
| Lakosok száma | 569  | 1014 | 1316 |
|               | 2000 | 2010 | 2020 |